# William Fox
William Fox (původně Vilmos či Wilhelm Fuchs; 1. ledna 1879 – 8. května 1952) byl maďarsko-americký filmový manažer a podnikatel, který v roce 1915 založil společnost Fox Film Corporation a ve 20. letech řetězec kin na Fox West Coast Theatres. Ačkoliv v roce 1930 nad svými filmovými podniky ztratil kontrolu, jeho jméno používala společnost 20th Century Fox dál a stále ho používají značky současné společnosti Fox Corporation, mimo jiné společnosti Fox Broadcasting Company, Fox News a Fox Sports.
Fox se narodil v Tolcsvě v Maďarsku a původně se jmenoval Vilmos Fuchs. Jeho rodiče, Michael Fuchs a Hannah Friedová, byli maďarští Židé. Když bylo Williamovi devět měsíců, rodina se přestěhovala do Spojených států. Usadili se v New Yorku, kde měli dalších dvanáct dětí, z nichž přežilo jen šest. Mladý William prodával cukrovinky v Central Parku, pracoval jako kolportér novin a také pracoval v kožedělném a oděvním průmyslu.
V roce 1900 založil Fox vlastní společnost, kterou v roce 1904 prodal, aby koupil svůj první nickelodeon. Vždy myslel více jako podnikatel než jako bavič a soustředil se na získávání a budování kin. Od roku roce 1914 Fox sídlící v New Jersey nakupoval filmy přímo od společnosti Balboa Amusement Producing Company v Long Beach v Kalifornii a distribuoval je do vlastních kin a poté pronajímal do dalších kin po celé zemi. 1. února 1915 založil společnost Fox Film Corporation, která si své první filmové studio pronajala ve Fort Lee v New Jersey, kde na počátku 20. století sídlilo mnoho dalších raných filmových studií. Díky několika investorům měl nyní kapitál na nákup zařízení a rozšíření výrobní kapacity.
Ve 20. letech Fox založil také řetězec kin na Fox West Coast Theatres. Osobně dohlížel na stavbu mnoha Foxových kin v amerických městech jako Atlanta, Detroit, Oakland, San Francisco a San Diego.
V letech 1925–1926 koupil Fox práva na dílo Freemana Harrisona Owense a práva pro USA na systém Tri-Ergon vynalezený třemi německými vynálezci (byli to Josef Engl (1893–1942), Hans Vogt (1890–1979) a Joseph Massolle (1889–1957)). Najal také vynálezce Theodora Casea, který vytvořil filmový zvukový systém Fox Movietone, představený v roce 1927 vydáním filmu Sunrise režiséra F. W. Murnaua. Systémy záznamu zvuku na filmu, jako jsou Movietone a RCA Photophone, se brzy staly standardem, zatímco konkurenční technologie záznamu zvuku na desce, jako byl Vitaphone firmy Warner Bros., rychle zastarala. V letech 1928 až 1964 byla Fox Movietone News jednou z hlavních řad filmových měsíčníků (newsreels) v USA po boku s The March of Time (1935–1951) a Universal Newsreel (1929–1967).
Foxovy společnosti měly odhadovanou hodnotu 300 000 000 $ a on osobně vlastnil 53 procent firmy Fox Film a 93 procent firmy Fox Theatres.
Roku 1927 po smrti Marcuse Loewa, vedoucího mateřské společnosti konkurenčního studia Metro-Goldwyn-Mayer, přešla kontrola nad MGM na jeho dlouholetého spolupracovníka Nicholase Schencka. Fox viděl příležitost rozšířit své podnikání a v roce 1929 koupil se Schenckovým souhlasem podíl rodiny Loewů v MGM, aniž by o tom věděli šéfové studia Louis B. Mayer a Irving Thalberg. Ti byli pobouřeni, protože i přes své vysoké funkce v MGM nebyli akcionáři. Mayer využil své politické vazby a zařídil, že ministerstvo spravedlnosti zažalovalo Foxe za porušení federálních antimonopolních zákonů. Právě tehdy, v polovině roku 1929, byl Fox těžce zraněn při automobilové nehodě. Než se zotavil, krach akciového trhu v říjnu 1929 zničil prakticky celé jeho jmění a ukončil jakoukoli šanci, že fúze proběhne, i kdyby ji ministerstvo spravedlnosti schválilo.
Fox ztratil kontrolu nad svou Fox Film Corporation v roce 1930 následkem nepřátelského převzetí. V roce 1935 se společnost Fox Film Corporation spojila se společností 20th Century Pictures a stala se společností 20th Century-Fox, která byla později přejmenována na 20th Century Fox. Po vyčlenění Fox Corporation v roce 2019 se z ní stala firma 20th Century Studios. William Fox se už nikdy nezapojil do filmového podniku, které úspěšně nesl jeho jméno. Kombinace krachu na akciovém trhu, zranění z autonehody a protimonopolních opatření vlády ho donutila k vleklé sedmileté právní bitvě, aby odvrátil bankrot. V roce 1936 se pak pokusil podplatit soudce Johna Warrena Davise a spáchal křivou výpověď. V roce 1943 si Fox za to odpykal pět měsíců a sedmnáct dní vězení. Po propuštění Fox z filmového průmyslu odešel.
Po mnoho let se Fox trápil nad tím, jakým způsobem mu Wall Street sebral jeho společnost. V roce 1933 spolupracoval se spisovatelem Uptonem Sinclairem na knize Upton Sinclair Presents William Fox, v níž vylíčil svůj život a představil své názory na to, co považoval za velké spiknutí Wall Streetu proti němu.
Jeho smrti v roce 1952 ve věku 73 let si americký filmový průmysl skoro nepovšiml. Jeho pohřbu se nezúčastnil nikdo z Hollywoodu. Fox je pohřben na hřbitově Salem Fields v Brooklynu.
Fox byl ženatý s Evou Leovou (1881–1962) a měli dvě dcery.